# オレの息子は元気印
『オレの息子は元気印』（おれのむすこはげんきじるし）は、日本テレビ系列の『土曜グランド劇場』（毎週土曜日21:00 - 21:54）の枠で、1987年（昭和62年）1月10日から同年2月7日まで放送されていたテレビドラマ。全5話。

## 概要
松田克也は東京近郊にあるスーパーマーケットの店長、その妻・怜子は労働省に勤める国家公務員。2人は学生時代に同棲した末に結婚し、今は2人の子持ち。15歳の息子・祐太郎は思春期を迎えて女性に興味津々、8歳の娘・さやかも克也が恥ずかしくなりそうなことを平気で言うように。克也は育児に疲れた日々を送っていた中で、美術大学生の佐伯千鶴と出会い、知り合う。しかしそんな一方で、千鶴の下着を盗もうとした男を追い返した祐太郎が、アパートに招かれたことで祐太郎も千鶴に夢中になり、千鶴を巡って克也と祐太郎親子の恋のさや当て合戦に発展する。克也は親の権限をもって抑え付けようとし、祐太郎は母・怜子を巧みに丸め込んで反撃しようとするが…。
1970年代の同棲ブームを経験し、過ごして来たカップルが夫婦となった家庭をコメディータッチで描いた。毎回、奥田瑛二演じる克也がオープニングとエンディングに歌を口ずさむシーンがあったのが本作の特徴でもあった（第3話（1987年1月24日）で歌っていたのは『ケメ子の歌』）。

## キャスト
- 松田克也：奥田瑛二
- 松田怜子：秋野暢子
- 佐伯千鶴：河合その子
- 松田祐太郎：河合康史
- 松田さやか：守屋利恵
- 正岡先生：関根勤
- 野村修：せんだみつお
- 野村比和子：松金よね子
- 吉井けい子：広田玲央名
- 大塚正代：柴田理恵 - 克也のスーパーの店員
- 野村美香：安孫子里香
- 邦彦：木之元亮 - 怜子の高校時代のボーイフレンド
- 尾形六郎：光石研
他

## スタッフ
- 脚本：今井詔二 （全話担当）
- 演出：脇田時三、佐々木章光
- タイトル画：川村みづえ
- 演出補：中野昌宏
- プロデューサー補：佐々木章光
- プロデューサー：本多勝也、平林邦介
- 制作著作：日本テレビ、テレパック

主題歌
- 中原めいこ『UNBALANCE ZONE』（作詞・作曲：中原めいこ、編曲：小林信吾）

## 放映リスト
| 話数 | 放送日        | サブタイトル                                      | 演出       |
| ---- | ------------- | ------------------------------------------------- | ---------- |
| 1    | 1987年1月10日 | 一人のオニャンコに亭主と息子が目を付けた、妻は    | 脇田時三   |
| 2    | 1月17日       | 君のすべてが欲しいんだ                            | 脇田時三   |
| 3    | 1月24日       | ルンルン気分の息子はもう彼女を知ってしまったのか? | 佐々木章光 |
| 4    | 1月31日       | 若い女にうつつをぬかしている間に妻は浮気?         | 佐々木章光 |
| 5    | 2月7日        | 女ってなんて素敵なんだろう、君をのせてどこまでも  | 脇田時三   |